# Исламский золотой динар
Исламский золотой динар — проект возвращения к золотому стандарту, то есть денежной системе, при которой наличные деньги могут быть свободно обменены на золото, предложенный на обсуждение в 2001 году малайзийским премьер-министром и в то же время министром финансов доктором Махатхиром Мохаммадом. Идея «золотого динара» была впервые выдвинута членами одного из суфийских братств, Умаром Ибрахимом Вадильо и Абдулькадыром ас-Суфи.
Таким образом, основоположниками проекта принято считать доктора Махатира Мохаммада, Умара Ибрахима Вадильо и Абдал-Кадыра ас-Суфи.
Основной целью проекта называют аккумуляцию обеспеченного золотом капитала в мусульманском мире. В основе проекта лежит идея «золото в обмен на энергетические ресурсы».
Проект основывается на заключении договорённостей между мусульманскими странами — участниками проекта, которые должны построить клиринговую систему расчётов золотым динаром, основанную на принципе взаимозачётов.
Таким образом, проект «золотого динара» подразумевает создание международной валюты для внутри- и внешнеэкономических операций между её участниками и построения надёжной финансовой системы.

## Предыстория
О золотом стандарте не случайно заговорили именно в мусульманском мире. Идея мусульманской валюты, обеспеченной драгоценным металлом, очень стара, ей около полутора тысяч лет. Динар упоминается в Коране, до ислама динаром называли монеты Римской Империи и Сасанидской Персии. В арабских странах динар — это монета из золота весом в один мискаль (в зависимости от времени и местности от 2,35 до 4,84 г). Мусульманам предписывается использовать такие деньги при совершении сделок, выплате очистительного налога (закята) и для сбережений.
Понятие золотого стандарта имеет особое значение у мусульман. Запреты ислама в экономической сфере были сформулированы в эпоху, когда невозможно было представить себе денежную систему, где золото не играет практически никакой роли. В частности, в высказываниях Пророка Мухаммеда, осуждающих ростовщическую практику (риба), говорится о золоте и серебре.
В целом, появление бумажных денег не оказало существенного влияния на представления мусульман о запрете ростовщической практики, поскольку бумажные деньги, равно как и монеты из других металлов, обеспечивались золотом. Более того, в мусульманском мире издавна были распространены различные виды оборотных документов, таких, как суфтаджа, сакк и др., принимавшиеся к оплате наряду с обычными металлическими деньгами.
Что касается сегодняшних дней, известно, что некоторые мусульманские учёные отрицают за банкнотами функции денег. С другой стороны, в мусульманском мире находились интерпретаторы, доказывавшие, что некоторые виды финансовых сделок не подпадают под исламский запрет ростовщичества.

## Предпосылки: шаги к созданию золотой валюты
Идею древних о создании финансовой системы, основанной на использовании единой золотой валюты в исламском мире, вспомнили после Второй мировой войны (1939—1945), когда мусульманские страны продолжали оставаться в долговой зависимости от развитых капиталистических государств, несмотря на свои природные богатства (углеводороды, олово и другое). В таких условиях обслуживание ими внешнего долга не позволяло им направлять часть государственных доходов на собственное развитие. И в середине 1970-х годов с энтузиазмом было встречена идея об использовании единой золотой валюты. Такая валюта несла бы в себе альтернативу американскому доллару в качестве платёжного средства во взаимной торговле между мусульманскими странами.
Однако в силу некоторых разногласий, политической и социально-экономической разобщённости, а также пост-колониальной зависимости многих стран исламского мира подобная единая валюта так и не была введена в обращение в 1970-х годах.
Несмотря на это, создавались предпосылки для организации общей внутренней экономической платформы для реализации проекта.
Так, в 1983 году в ЮАР профессор Умар Ибрахим Вадильо основал Morabeteen International Organization. С первых дней своего существования эта организация придавала важное значение экономическому устройству взаимоотношений по шариату, в частности, продвигала идею возвращения к золотому динару.
К тому времени идея создания собственной международной валюты успела завоевать популярность во многих группах стран, но совсем по другим причинам, нежели соответствие предписаниям шариата.
Причина популярности идеи создания собственной международной валюты, применяемой во внутри- и внешнеэкономических расчётах, лежит в обострении валютно-финансовых, и в целом — общеэкономических противоречий между «блоками» индустриальных стран и, как следствие, дестабилизации международных валют.
По словам Датука Ямил Хир Бахарома,

нынешняя финансовая система, основанная на банкнотах, имеет множество недостатков, которые привели к бедности, загрязнению окружающей среды, монополизации выпуска и распространения денег, безработице (…).

Апофеозом кризисных явлений в мировой экономике того времени стал Азиатско-тихоокеанский кризис 1997—1998 годов, после которого проект «золотого динара» начал обсуждаться на международном уровне.
Инициатором реализации данного проекта выступила именно Малайзия, поскольку она с наименьшими потерями для своей экономики смогла преодолеть последствия азиатского финансового кризиса 1997—1998 годов. После кризиса авторитет Малайзии в мусульманском мире и в странах АТЭС существенно возрос, тогда же была реанимирована идея золотого динара.
Малайзийский премьер доктор Махатхир Мохамад представил проект золотого динара в качестве адекватного ответа на действия валютных спекулянтов, обваливших национальные валюты многих государств во время кризиса 1997—1998 годов, и поддержал идею создания новой международной валюты в качестве альтернативы доллару США.
Таким образом, проект «золотого динара» подразумевал создание общей валюты, которая могла бы использоваться в финансово-экономических отношениях всего исламского мира.
Центральной структурой в исламском финансовом мире считается Исламский банк развития (ИБР), в создании которого приняли участие более 55 исламских государств с общим населением примерно в 1,1 млрд человек. Эти государства обладают не только потенциалом роста населения, но и значительными сырьевыми ресурсами.
Исламская экономика растёт очень быстрыми темпами. Например, если в 1998 году совокупный ВВП всех стран-участниц ИБР составлял 1230,82 миллиарда долларов, то в 2001 году — уже 1453,64 миллиарда долларов.
При этом бо́льшая часть государств, входящих в ИБР, зависима от ситуации на сырьевых рынках и от доллара США, поскольку США и Европа являются основными покупателями ближневосточной нефти, североафриканского газа и индонезийского олова. А сырьевые поставки из исламских стран напрямую привязаны к американскому доллару, посредством которого и осуществляются экономические отношения между Востоком и Западом.
Валюты всех шести стран, кроме Кувейта, строго привязаны к американскому доллару, и с 1992 года их курс не менялся, исходя из соотношения 1 доллар = 3,76 саудовского рияла. Естественно, что соотношение между иеной, евро, швейцарскими франками и валютами стран нефтяной шестёрки менялось в зависимости от курса доллара по отношению к этим мировым валютам.
Таким образом, предложение премьер-министра и одновременно министра финансов Малайзии Махатира Мохамада стало кардинальным шагом по уменьшению внешней зависимости экономик исламских стран.
Летом 2001 года Махатир Мохамад заявил о намерении провести семинар с целью обсуждения проекта золотого динара в качестве новой мировой валюты. На семинар прибыли два человека: Раис Умар Ибрагим Вадило (Rais Umar Ibrahim Vadillo) и шейх Абдулькадыр ас-Суфи (Shaykh Abdalgadir as-Sufi), которых принято считать создателями идеи возрождения золотого динара.
В марте 2002 года было предложено ввести золотой динар для расчётов между исламскими странами. При этом было установлено, что его не обязательно использовать в повседневных расчётах: достаточно было и того, чтобы запасы новой международной региональной валюты хранились в центральных банках стран-участников проекта.
Западные информационные агентства[какие?] оценили подобные заявления как удар по доллару США. Одновременно на Западе заговорили[кто?] об оттоке капиталов в пользу исламских стран. Речь шла о сумме приблизительно в 1 триллион долларов.
Малайзийский премьер утверждает, что одной из главных причин, побудивших его к реализации проекта, является необходимость противодействия экономическим кризисам, подобным тому, который потряс Индонезию и Малайзию в 1997—1998 годах. По его словам, бумажные деньги не имеют постоянной внутренней стоимости, что делает их хорошим инструментом манипуляции и арбитража, что и наблюдалось при последнем азиатском кризисе.
По мнению премьера, если колебания золотого динара будут привязаны к колебанию цен на золото, удастся в дальнейшем избежать неурядиц, имевших место в прошлом. Более того, риски спекуляций с новой валютой, по его мнению, будут сведены к минимуму, а это значит, что международная торговля получит достаточно стабильный инструмент для расчётов, практически не нуждающийся в хеджировании. Он также предложил связать цены на внутренних рынках золотым стандартом, привязав национальные денежные единицы к золотому динару. Таким образом, исламские рынки могут вернуться к золотому стандарту, основанному на золотом динаре как инструменте расчётов и резервной валюте стран, поддержавших проект премьер-министра Малайзии.
Суть предложений Махатира Мохаммада участникам блока «Золотой динар» сводится к следующему. «Во-первых, необходимо укреплять связи с золотодобывающими странами и, во-вторых — всячески способствовать созданию специальной организации государств-производителей и экспортёров драгметаллов. Синхронные действия по таким направлениям могут резко ослабить присутствие транснациональных космополитических структур в мировой торговле драгметаллами и, следовательно, ограничить возможности провоцирования обвала экономик, обладающих валютой с золотым содержанием» (…)
С первых дней своего существования международный проект по возвращению к золотому динару имел не только экономический, но и политический аспект. Возврат к золотому динару был тесно увязан некоторыми религиозными деятелями с возрождением халифата.
Между тем, руководство Малайзии продолжало искать союзников по проекту создания зоны золотого динара. Золотой динар давно вызывал интерес на Ближнем Востоке. Постепенность во введении золотого динара, по утверждению сторонников проекта, позволила бы избежать дефицита золотого сырья для изготовления монет. На повестке дня встал вопрос о налаживании прочных экономических отношений Малайзии со странами-производителями и экспортёрами золота и серебра.

## Предпринятые действия по реализации проекта
Несмотря на то, что уже в 1992 году в небольшом количестве были отчеканены первые золотые динары и серебряные дирхамы, использовавшиеся в расчетах между членами Morabeteen International Organization, состоящей преимущественно из новообращенных мусульман с Запада, первым воплощением технической инфраструктуры для введения золотого динара стала компания E-dinar Ltd, основателем которой является профессор Умар Ибрагим Вадильо, один из основоположников проекта «золотого динара».
Основанная в 2000 году, компания E-dinar представляла собой банковскую электронную платежную систему (аналог E-gold, Gold Money, e-Bullion и другого), доступную через Интернет и предоставляющую возможность конвертировать свои средства в золото и проводить расчёты в золотых динарах, а затем, при необходимости, опять конвертировать средства в валюту любой страны мира. Один золотой динар вмещает 4,25 грамма чистого золота (24 карата). Пользователи системы бесплатно открывают счета. Комиссия за трансакцию не должна превышать 50 центов, а если сумма операции менее $50, то комиссия рассчитывается, исходя из 1 % от оборота.
Предполагается, что компания E-dinar Ltd использует только физические фонды, то есть в хранилищах компании ровно столько золотых слитков, сколько необходимо для покрытия требований всех владельцев электронных динаров. В соответствии с Шариатом банк не кредитует клиентов, а клиенты не кредитуют систему. Золотой запас компании перемещается только при расчетах в суммах $100 тысяч в эквиваленте и более. При желании клиента он может получить эквивалент в металле или иностранной валюте. Возможность быстрой регистрации (для того чтобы зарегистрироваться, требуется фотокопия паспорта) и удобство использования сделали данную систему очень популярной. За первые годы работы было открыто 300 000 счетов клиентами из 160 стран мира. По предварительным оценкам на 01.08. 2005, содержимое хранилища, принадлежащего E-dinar, превысило 10 тонн золота.
В качестве главного преимущества системы E-Dinar выделяют надежность в защите от инфляционных рисков. В том же году (2000) в эмирате Дубай (ОАЭ) была учреждена компания E-Dinar FZ-LLC, занимающаяся чеканкой серебряных монет E-Dirham, каждая из которых соответствует слитку серебра весом 3 грамма.
По сути, обе компании являются банками, предоставляющими, в частности, такие услуги, как конвертация средств клиента в золото и проведение расчётов в золотых динарах.
В результате проект золотого динара получил реальное воплощение. В ноябре 2001 года в Дубае состоялась церемония введения в обращение золотого динара (весом 4,25 г) и серебряного дирхама (весом 3 г). В проекте согласились участвовать Саудовская Аравия, ОАЭ, Кувейт, Катар, Бахрейн и Оман.

### Встреча в Куала-Лумпур
В августе 2002 года малайзийский премьер-министр Махатхир Мохамад организовал конференцию в Куала-Лумпуре с участием представителей Организации исламская конференция (ОИК) под девизом «Стабильная и справедливая мировая валютная система». На конференции было предложено применять золотой динар для двухсторонних расчетов между Малайзией и её торговыми партнёрами к середине 2003 года, а со временем — и для многосторонних расчётов.
Проект золотого динара подразумевает возврат к предшествующей политике на основе обеспеченной валюты. Тан Сри Нор Мухамад Якоп, экономический советник д-ра Махатхира, объяснил механизм расчетов на августовской конференции следующим образом.

Рассмотрим для примера проведение торговых сделок между Малайзией и Саудовской Аравией. Малайзийским экспортерам будет платить в рингитах Банка Негара (малайзийский национальный банк) в день осуществления экспортной операции. Аналогично, импортёры будут оплачивать Банку Негара в рингитах сумму их импорта. Саудовский Центральный банк делает то же самое в своей валюте в отношении своих экспортно-импортных операций. Скажем, к концу квартала общий экспорт из Малайзии в Саудовскую Аравию составит 2 млн золотых динаров, а из Саудовской Аравии в Малайзию — 1,8 млн золотых динаров. Следовательно, Саудовский Центральный банк выплатит банку Негара 0,2 млн золотых динаров. Процедура расчёта может быть организована следующим образом: Саудовская Аравия переводит 0,2 млн унций золота со своего счёта в депозитарии в Банке Англии в Лондоне на счет Банка Негара в том же депозитарии. Важный момент, который следует отметить — сравнительно небольшая сумма в 0,2 млн золотых динаров способна поддержать общий объём торговли в 3,8 млн золотых динаров.

22—23 октября 2002 года в Куала-Лумпуре прошла вторая встреча, организованная Махатхиром Мохамадом — двухдневный семинар на тему «Золотой динар в многосторонней торговле» приблизительно в том же составе.
Во время семинара глава Центрального банка Ирана Байджан Латиф предложил поддержать идею создания в Малайзии секретариата по развитию системы золотого динара.
В своем выступлении на этой встрече Махатхир Мохамад предложил вернуться к политике золотого резерва Бреттон-Вудса, когда президент США Ричард Никсон устранил фиксированную привязку доллара к золоту 15 августа 1971 года. Тогда «рынок заявил, что он мог бы сам определять обменный курс через спрос и предложение валют, свободно обращающихся на рынке. Но в дело вмешались спекулянты и стали манипулировать ценой валют так, что возник хаос в системе обменных курсов».
Слабый момент системы «золотого динара» в том, что золото также в некоторой степени может быть подвержено спекуляции, особенно если оно привязано к доллару. Доктор Махатхир также указал на эту проблему в своем выступлении:

«Ценами на золото тоже можно манипулировать», — говорит он, — «но это не так просто сделать, как с долларом или другими валютами. Спекуляции не удастся так просто осуществлять, как в условиях, когда валюты разных стран котируются относительно доллара США».

По его словам, проект «золотого динара» позволит связать стоимость валюты с реальной экономикой, а не наоборот — поставить реальную экономику в зависимость от спекулятивных операций. Хотя золотой динар предполагает привязку к цене золота в долларовом эквиваленте, д-р Махатхир отметил, что он имеет в виду «товарную корзину»: «Стоимость одного золотого динара — один золотой динар, независимо от его обменного курса к какой-либо валюте. Если стоимость товаров и услуг выражена в золотых динарах, она остаётся одной и той же, независимо от страны торгового партнёра».
После того как в 200З году Абдулла Бадави сменил Махатхира Мохамада на посту премьер-министра, переговоры по реализации проекта были временно приостановлены, но проект золотого динара продолжал развиваться. В результате в международной финансово-экономической системе (МФЭС) появилась альтернатива привязке национальных денег традиционной корзине общемировых валют.

## Участники
На сегодняшний день[когда?] участниками системы золотого динара являются Малайзия, Саудовская Аравия, ОАЭ, Кувейт, Катар, Бахрейн, Оман. Планировалось, что золотой динар будет введен в оборот в 2003 году, а к 2010 году станет межгосударственным платежным средством в мусульманском мире.
В настоящее время[когда?] Малайзия использует золотой динар в расчетах с Брунеем, Ираном, Бангладеш, Йеменом, Мальдивами и некоторыми другими мусульманскими странами. Попытки использовать золотой динар в расчетах стран — членов ОПЕК — наталкиваются на активное противодействие со стороны МВФ.

## Препятствия
Осуществление проекта «золотого динара», как и многие другие проекты глобального уровня, сталкивается с определенными препятствиями. К числу основных, которые выделяют эксперты и аналитики, можно отнести следующие:
- сравнительная закрытость мусульманского мира, что усложняет развитие активных отношений с Западом: сегодня в центральных банках многих стран, исповедующих ислам и ориентирующих своих граждан на исламский уклад ведения финансовых операций, до сих пор существует понятие «информационного эмбарго», что, по мнению западных журналистов, существенно осложняет активное выстраивание экономических отношений, которое требуется для необходимого уровня экономической интеграции между странами Запада и Востока;
- не менее серьёзным препятствием является и то, что многие склонны рассматривать проект золотого динара как вызов США и контролируемым ими международным финансовым организациям, учитывая запрет МВФ использовать золото в качестве международного платежного средства. По мнению некоторых экспертов, ввод золотого динара может вызвать обвал доллара и евро (ввод золотого динара, говоря другими словами, в данном контексте означает объявление большинством стран-членов ИБР о вступлении в зону золотого динара). В частности, приводятся разные мнения и доводы — такие, как, например, следующее:

«Исламские страны практически контролируются через американский доллар, который является для них основной расчётной валютой. Велика вероятность того, что при нападении США на Ирак ответный залп объединённого исламского мира будет направлен на американский доллар через золотой динар. Пришествие золотого динара приведёт МВФ и Всемирный банк к падению в пропасть».
— Дж. Синклер, руководитель добывающей компании Tan Range Exploration
- к одним из существенных препятствий реализации проекта «золотого динара» также относят неоднородность исламского мира: среди них есть страны, более или менее подверженные (в основном те страны, которые сравнительно недавно избавились от колониального бремени), и страны, не подверженные (те страны, которые никогда не были колониями) западному влиянию; существенный разрыв в социально-экономическом развитии; политические предпочтения; идеологическая разнородность (ислам исповедуется на разных уровнях в разных странах, к тому же по разным направлениям и толкованиям).

Введение золотого стандарта проще осуществить странам со стабильной экономикой, поскольку для вхождения в новую денежную зону страна должна обладать самодостаточным внутренним товарооборотом с развитой промышленностью и потреблением отечественных товаров, или же её экономика должна быть достаточно сильной, чтобы выдержать растущий внешний долг, увеличивающийся в результате создания собственной развитой промышленности, а также необходимыми социальными условиями, чтобы выдержать денежную эмиссию для обслуживания внешних долгов или для стимулирования промышленности.

## Динар «Исламского государства»
В июне 2015 года у «Исламского государства» появилась собственная валюта — динар. Один динар на момент ввода был эквивалентен 139 долларам США. Боевики ИГ анонсировали выпуск собственной валюты ещё в ноябре 2014 года. Тогда отмечалось, что она будет в ходу на территориях, подконтрольных группировке, чтобы «оградить себя от дьявольской глобальной экономики». Валюта создана по подобию монет, которые использовались в 630-е годы, во времена халифа Османа. Они также назывались динарами. На монетах «Исламского государства» изображены отсылающее к Корану изображение семи колосьев и карта мира.

## Мнения аналитиков и экспертов
Одним из аргументов о невозможности использования золота в качестве средства расчетов является утверждение противников введения золотого стандарта о том, что небольшие его запасы не смогут обеспечить растущие аппетиты экономики. Однако, что касается золота, не отрицается также и его изначальная, традиционная роль всеобщего эквивалента:

«Недостаточные объёмы золота не позволяют говорить о создании в обозримом будущем некоего валютного золотого стандарта. Однако валюта может быть обеспечена золотом частично, что повысит её инвестиционную привлекательность, и соответственно, для государств, экономика которых эффективна и которые могут позволить себе дорогую валюту, такая политика выгодна».
— Главный экономист УК «Финам Менеджмент» Александр Осин
В аналитических изданиях за 2003 год всерьез писали о той угрозе, которую представляет золотой динар для мировой валютной системы, возникшей в результате Ямайского соглашения.. Остановить отток золота с западных рынков в ответ на попытку аккумулировать золотые резервы в исламском мире — это значит создать дефицит золота на рынке и опустить курсы своих валют ещё ниже.
Считается, что став крупными операторами рынка, развив внутреннюю экономику, а также торговлю между собой, исламские страны смогут диктовать условия на рынке энергоресурсов.
Финансовые методы борьбы с перемещением «мирового экономического центра» в исламский мир, по мнению экспертов, могут лишь осложнить ситуацию и ускорить крах мировой финансовой системы, который прогнозирует Дж. Сорос. Одним из предлагаемых методов предотвращения подобного сценария рассматривается развитие в противовес исламским сырьевым ресурсам новых технологий, которые позволят сократить потребление сырья. Скептики утверждают, что и сейчас странам-экспортерам нефти и других энергоресурсов ничто не мешает поднять вопрос «энергетические ресурсы в обмен на золото». Однако их противники утверждают, что пока это золото можно продать на мировом рынке за доллары или евро, зависимость стран-участников проекта от долларовой системы никуда не исчезает. В случае же запуска проекта «золотой динар» этот драгметалл в форме монет будет призван создать дополнительную ликвидность в исламском мире. Таким образом, зачастую под реализацией проекта «золотого динара» понимается стремление к решению двух задач: сместить золотые резервы в сторону Ближнего Востока и Азии и создать внутренний, в понимании исламских государств, спрос на золото или даже сформировать новый региональный рынок золота с более устойчивыми паритетами.